# Villa Ginori
La villa Ginori, également connue sous le nom de Palazzo Ginori, est un complexe immobilier situé dans la commune de Cecina, à l'embouchure du fleuve Cecina, près du hameau de Marina di Cecina, dans la province de Livourne en Toscane.

## Historique
La villa a été construite vers 1740 sur les préexistences d'une tour côtière, conçue par l'architecte Giovanni del Fantasia (it), par volonté de Carlo Ginori, qui avait acquis le domaine Cecina auprès du gouvernement du grand-duché de Toscane. Le bâtiment, construit en peu de temps, aurait dû constituer le premier pas vers la colonisation d'un territoire encore inhospitalier, la Maremme ; déjà en 1741 les premiers habitants s'y installèrent, provenant pour la plupart des colonies pénitentiaires, même si la ville environnante, connue sous le nom de Marina di Cecina, ne connut un développement important qu'au cours du XXe siècle.

## Tour de Cecina
Le vaste bâtiment, qui abrite aujourd'hui une caserne, intègre en son sein une tour du XVIe siècle qui fait partie du système de défense côtière. Au XVIIIe siècle, avec la construction de la villa, la tour conservait encore sa fonction de guet.
C'était le siège du Comando Militare Regionale (it), la Caserna Villa Ginori.